# Spin City
Spin City (Spin City: Loca alcaldía en España; Spin City: Departamento de Crisis en Venezuela; Spin City: Departamento de crisis en México) era una serie de televisión de comedia que se retransmitió de 1996 a 2002. Fue creada por Gary David Goldberg y Bill Lawrence. En sus inicios, fue protagonizada por Michael J. Fox como Michael Flaherty, pero en la cuarta temporada, debido a su enfermedad de Parkinson, no pudo continuar actuando, siendo sustituido en el año 2000 por Charlie Sheen como Charlie Crawford, el cual no consiguió el mismo impacto que Michael J. Fox.
La serie fue cancelada en 2002 debido a su bajo índice de audiencia en la temporada 2001-2002. Recientemente, FX ha estado programando retransmisiones durante los fines de semana.

## Sinopsis
Esta comedia tiene lugar en el ayuntamiento de Nueva York. Se centra en Mike Flaherty (Michael J. Fox), el teniente de alcalde, que tiene que proteger al alcalde, Randall Winston (Barry Bostwick), de aquellos que quieren arruinar su carrera política y de sí mismo, ya que hace constantemente el ridículo. Ayudando a Mike están Carter Heywood (Michael Boatman), probablemente el empleado menos extravagante del personal del alcalde, Nikki Faber (Connie Britton) y James Hobert (Alexander Chaplin). Encontramos también a Stuart Bondek (Alan Ruck) y Paul Lassiter (Richard Kind), dos de los empleados más problemáticos del ayuntamiento. La secretaria de Mike, quien se unió al programa durante la segunda temporada, es Stacy Paterno (Jennifer Esposito).
Desde 1998, año en el cual Michael J. Fox anunció su enfermedad, se introdujo un nuevo personaje, Caitlin Moore (Heather Locklear), directora de campaña, para ayudar a Mike en sus labores. Posteriormente, con la partida de Fox debido al agravamiento de sus síntomas, el cargo de teniente de alcalde le fue asignado a Charlie Crawford (Charlie Sheen).

## Episodios
La serie comprende un total de 145 episodios repartidos a lo largo de seis temporadas en los siete años que estuvo la serie en antena. Cada episodio tenía una duración aproximada de 22 minutos.

## Premios

### Premios Emmy
| Año  | Categoría                                          | Ganador         |
| ---- | -------------------------------------------------- | --------------- |
| 2000 | Mejor actor - Serie de comedia                     | Michael J. Fox  |
| 2000 | Mejor dirección artística en una serie multicámara | Richard Quinlan |

### Globos de Oro
| Año  | Categoría                                      | Ganador        |
| ---- | ---------------------------------------------- | -------------- |
| 1998 | Mejor actor de serie de TV - Comedia o musical | Michael J. Fox |
| 1999 | Mejor actor de serie de TV - Comedia o musical | Michael J. Fox |
| 2000 | Mejor actor de serie de TV - Comedia o musical | Michael J. Fox |
| 2002 | Mejor actor de serie de TV - Comedia o musical | Charlie Sheen  |

### GLAAD Media Awards
| Año  | Categoría                   |
| ---- | --------------------------- |
| 1997 | Mejor comedia de televisión |

### ASCAPFilm and Television Music Awards
| Año  | Categoría                 | Ganador       |
| ---- | ------------------------- | ------------- |
| 1997 | Mejor serie de televisión | Shelly Palmer |

### Screen Actors Guild Awards
| Año  | Categoría                           | Ganador        |
| ---- | ----------------------------------- | -------------- |
| 1999 | Mejor actor de televisión - Comedia | Michael J. Fox |
| 2000 | Mejor actor de televisión - Comedia | Michael J. Fox |

Estos son algunos de los premios más importantes. La serie fue ganadora también de otros premios como los Genesis Awards y los International Monitor Awards, y fue nominada a otros también como los TV Guide Awards, los Satellite Awards, los Kids' Choice Awards, etc.